# VIII Августовски легион
VIII Августовски легион (на латински: Legio VIII Augusta, Legio octava Augusta; Legio VIII Bis Augusta Pia VII Fidelis VII Constans) е римски легион.
Сформиран е през 59 пр.н.е. от Юлий Цезар и действа най-малко 400 години след това (до началото на 5 век). Неговият символ е Бик, както на всички Цезарови легиони. Нарича се още и Legio VIII Gallica (Галски) и Legio VIII Mutinensis (Моденски)
Това е един от най-старите легиони на империята. Сформиран е в Южна Галия и е забележителен с това, че е един от първите легиони, в които служат не римски граждани, а гали, жители на провинциите. При създаването си получава името Gallica (Галски).
Цезар участва с легиона в Галските войни от 58 пр.н.е. до 49 пр.н.е.
През 49 пр.н.е. легионът участва в гражданската война и е стациониран в Апулия.
Окавиан сформира легиона от неговите ветерани отново през 44 пр.н.е. и през 43 пр.н.е. се бие с него против Марк Антоний в битката при Мутина (днес Модена). За кратко време легионът носи допълнителното име Mutinensis (Мутински или Моденски). През 42 пр.н.е. легионът участва в Битката при Филипи против Брут. През зимата 41/40 пр.н.е. участва в Перузинската война против брата на Брут Луций Антоний при обсадата на Перуджа.
Участва в битките против Секст Помпей на Сицилия, през 31 пр.н.е. участва в Битката при Акциум против Марк Антоний.
През 31 пр.н.е. като Legio VIII Gallica (Галски) е прехвърлен в дн. Тунис, а част от него вероятно взема участие в Кантабрийската война (29 пр.н.е. до 19 пр.н.е.). След това е на Балканите, където е наричан „Augusta“. След това е стациониран в Мала Азия, от 9 пр.н.е. е в Poetovio (Птуй, Словения), където пази Кехлибарения път.
През лятото 14 г. е в общ летен лагер в Панония с XV Аполонов легион и IX Испански легион. Трите легиона се бунтуват и са укротени от Юлий Цезар Друз, след което отиват в зимните си лагери.
През 44 г. LEG VIII е изместен от Poetovio в Нове (Novae) в Мизия (край дн. гр. Свищов, България). Участва в боевете против Митридат II царят на Боспорското царство на Крим и 46 г. в завладяването на Тракия.
По времето на император Нерон (54 – 68) заради боевете против сарматите, даките и роксоланите получава името bis Augusta (два пъти възвишен). Най-видна е победата под командването на Веспасиан над псевдоимператора Vittelius и неговия легион, обграден във формата на буквата омега, арестуван и завързан с вериги, заведен в Рим. Там на Форума тълпата го убива с камъни. На 24 октомври Сенатът провъзгласява Веспасиан за легитимен император, преди това обявен от легионерите си за император на 22 юни 69 г. н.е.
През 70 г. легионът е изместен на Рейн в Германия, където с командир Квинт Петилий Цериал участва в порушаването на Батавското въстание.
През 77 г. император Веспасиан заселва ветерани в новооснованата колония Colonia Flavia Pacis Deultemsium, близо до днешен Бургас, в Тракия, за да романизира неспокойния регион. От 79 до 81 г. легат на легиона е Луций Антисций Рустик.
Император Комод (177 – 192) дава на легиона почетната титла Pia Fidelis Constans Commoda.
През 193 г. легионът се присъединява към Септимий Север (193 – 211).
Император Каракала (211 – 217) дава на легиона почетната титла Antoniniana.
През 233 г. Александър Север (222 – 235) дава на легиона почетната титла Augusta Severiana.
През гражданската война между Галиен (253 – 268) и Постум (260 – 269), легионът помага на Галиен и получава почетните имена като V, VI, VII Pia fidelis (пет-, шест-, седем пъти верен и възвишен).
През 4 век части на LEG VIII и II Италийски легион са стационирани в Divitia (до Кьолн) в Долна Германия. Името на легиона се среща в надпис от 371 г., открит в Бад Цурцах, Швейцария, и гласящ: „LEGIO OCTA (via August) ANENSIUM“. През 5 век е споменат в Notitia Dignitatum като Octavani и е причислен към палатинските легиони.
Главната част на легиона Octavani е стационирана заедно с XII Победоносен легион (Legio XII Victrix) в Argentoratum (Страсбург). Около 400 г. легионът е изтеглен в Италия от Стилихон и трябва да пази Италия от вестготите и скоро след това престава да съществува.
През 420 г. Octavani е под командването на Magister Peditum per Italiam, вероятно старите legio comitatensis LEG VIII Augusta, които са повишени на Legio palatina.